# Techno hardcore
Pour l’article homonyme, voir Hardcore.
Sous-genres
Artcore, breakcore, darkcore, digital hardcore, early hardcore, freeform hardcore, frenchcore, gabber, gabberpop, happy hardcore, hardcore breaks, industrial hardcore, J-core, mainstream hardcore, speedcore, terrorcore, UK hardcore, uptempo
La techno hardcore, ou simplement et historiquement hardcore, désigne une variante de genres musicaux connexes, originellement issus des raves européennes, ayant émergé durant les années 1990. Ces genres musicaux se démarquent généralement des autres courants de musiques électroniques par une plus grande rapidité (160 à 200 BPM ou plus), l'intensité des kicks et des basses (dans certaines musiques dérivées), du rythme et de l'atmosphère, de leurs thèmes (parfois violents), de l'usage de la distorsion ainsi que des expérimentations proches de celles conçues par le courant de la musique industrielle.
De la techno hardcore en découlent un nombre importants de festivals, en particulier sur le continent européen. Peuvent notamment être cités Thunderdome, Dominator, Masters of Hardcore et Resonate, du côté gabber néerlandais. Le côté espagnol recense notamment Xque, Pont Aeri, et Chasis. Aux États-Unis, c'est l'Electric Daisy Carnival qui organise des événements EDM et techno hardcore depuis 1997.

## Histoire

### Précurseurs
Pour comprendre l'émergence du hardcore, il faut remonter jusqu'à la fin des années 1970 pour trouver des traces d'une musique électronique dansante « dure » avec la musique industrielle. Apparue en marge du mouvement punk, elle n'a de commun avec ce dernier qu'un désir de faire table rase de la musique des années 1970, mais elle n'utilisera jamais les mêmes procédés[réf. souhaitée]. Des groupes comme Throbbing Gristle, Coil, Cabaret Voltaire, SPK, Foetus ou encore les Allemands Einstürzende Neubauten produiront de la musique bruitiste, violente utilisant en grande partie des instruments électroniques. Le message véhiculé par l'industriel est alors très provocateur, subversif, et ces groupes n'hésitent pas à agrémenter leurs concerts de performances dérangeantes (masochisme, scatophilie, imagerie totalitaire)[réf. nécessaire]. Certaines sonorités et expérimentations musicales de l'indus influenceront directement le hardcore et ce, dès le début du mouvement (l'artiste belge Liza 'N' Eliaz et le français Laurent Hô feront notamment les liens entre les deux styles dès les débuts des années 1990[réf. souhaitée]).
Au milieu des années 1980, sous l'impulsion du groupe belge Front 242, un nouveau genre plus accessible et plus dansant inspiré de l'industriel et de la new wave apparaît : l'electronic body music (EBM). Ce style se caractérise par un certain minimalisme, des sonorités froides, débarrassées des influences afro-américaines (qui sont à la base du disco, funk ou de la musique house), des rythmiques puissantes, généralement accompagnées d'un chant agressif et d'une esthétique proche de l'industriel et du punk. C'est lorsque l'EBM rencontre le new beat (autre style d'origine belge) et l'acid house que la musique va alors évoluer vers un son plus dur, la techno hardcore.

### Origines du terme

Symbole du early hardcore.

Le terme « hardcore » n'est pas nouveau en musique. Il a d'abord été utilisé pour désigner une mouvance plus radicale de punk rock (notamment Black Flag, Minor Threat et Bad Brains) qui, en plus de durcir la musique, attachait également de l'importance à une attitude et un mode de vie à l'image de la rue dans laquelle il était né : violent, underground, mais engagé et sincère. Ce concept sera par la suite repris lors de l'apparition du hip-hop à la fin des années 1980, désignant la frange dure du mouvement, qui observe alors les mêmes caractéristiques : un son plus dur, des paroles engagées, un mode de vie tout entier dédié au respect des valeurs affichées par des rappeurs tels que KRS-One ou Public Enemy. Le terme de « techno hardcore » a d'abord été utilisé par les groupes d'EBM À;GRUMH... et Leather Strip,, à la fin des années 1980 bien que leur musique n'ait finalement jamais rien eu à voir avec le hardcore. En 1990, le producteur allemand Marc Acardipane est le premier à se réclamer de la techno hardcore avec son titre We Have Arrived, souvent considéré comme le titre fondateur du style.
Cependant au début de la décennie, les termes « hardcore » et « darkcore » sont également utilisés pour désigner des formes primitives de breakbeat (voir breakbeat hardcore) et de drum and bass qui connaissent alors un très grand succès en Angleterre (et dont émergeront plusieurs producteurs célèbres, tels The Prodigy ou encore Goldie).

### Années 1990

Logo du label Planet Core Productions (PCP) qui a vu naître le supposé, premier EP de techno hardcore intitulé We Have Arrived de Mescalinum United.

Les prémices du genre sont retracées tout à la fin des années 1980 en Belgique, au sein de la scène new beat, avec des titres tels que Doughnut Dollies de HNO3 sortie en 1988, Action In Paradise de Export sortie en 1988, Acid New Beat de Tribe 22 sortie en 1988, I Sit on Acid de Lords of Acid sortie en 1988, Acid Rock de Rhythm Device sortie en 1989, Double B'' de Dirty Harry sortie en 1989, Mörder de ZAG sortie en 1989 ou encore Do That Dance de The Project sortie en 1990, l'acte de naissance « officiel » du hardcore est supposément, reconnu comme étant la sortie du titre We Have Arrived du producteur allemand Mescalinum United, originaire de Francfort, qui va devenir l'un des bastions du hardcore à ses débuts,. Marc Acardipane Trauner (Mescalinum United) fonde le label Planet Core Productions en 1989 et va produire plus de 500 titres, dont 300 lui-même jusqu'en 1996. Une autre légende du hardcore fera ses débuts sur PCP : Miroslav Pajic, plus connu sous le nom de Miro. Le « clan » PCP va notamment populariser une forme de hardcore lente, lourde, minimale et très sombre désormais désigné sous l'appellation darkcore. Aux États-Unis, le pionnier new-yorkais de la techno Lenny Dee lance le label Industrial Strength Records dès 1991 qui va fédérer une bonne partie de la scène américaine, faisant de New York une des places fortes du hardcore américain. On y trouve notamment Delta 9, Laura Grabb, D.O.A. ou encore The Horrorist, mais va également produire des producteurs d'autres nationalités comme les Anglais Caustic Visions, les australiens Nasenbluten et même quelques titres de Marc Acardipane. Au même moment à Rotterdam, ce sont les DJ et producteurs Paul Elstak et DJ Rob qui vont populariser un style plus rapide, aux lignes de basse saturées bientôt connu sous le nom de gabber, ainsi que sa forme plus commerciale et accessible, le happy hardcore,.

Le hakken, danse popularisée dans les années 1990 au sein de la scène gabber (early hardcore).

Paul Elstak fonde Rotterdam Records en 1992, qui devient le premier label néerlandais de hardcore. En 1992 à Utrecht, une gigantesque rave party nommée The Final Exam va découler sur la création du label ID&T qui lance en 1993 le concept Thunderdome qui va très fortement populariser le hardcore à travers l'Europe, notamment à travers une série de compilations et d'événements attirant des milliers de jeunes, lançant ainsi le mouvement gabber. Rien que sur la seule année 1993, quatre compilations sortent avec un succès croissant,,,. Beaucoup d'artistes présents sur ces compilations deviennent alors de véritables stars, tels 3 Steps Ahead, DJ Buzz Fuzz, The Dreamteam, Neophyte, Omar Santana, et Charly Lownoise et Mental Theo dans un registre gabber et happy hardcore, mais également d'autres producteurs de genres connexes tels que Spiral Tribe et E-de Cologne. La même année, le label Mokum Records est créé par Freddy B qui connaîtra le succès grâce à des artistes et groupes comme Technohead,,, Dano, Tellurian, The Speed Freak, Scott Brown, ainsi que la musicienne belge Liza 'N' Eliaz pionnière du speedcore. En Angleterre, les membres du sound system Spiral Tribe, notamment Stormcore, 69db, Crystal Distortion et Curley vont durcir leur son acid/breakbeat, devenant ainsi précurseurs des genres tribe, acidcore et hardtechno. Dans le même temps en Angleterre, une autre scène se développe autour de The DJ Producer et Hellfish (Deathchant, 1994). Dans les clubs gabber en Belgique, DJ Bass était DJ residant de la salle hardcore du Temple of House La Bush à Esquelmes (Pecq) et de La Florida à La Glanerie (Rumes) qui se trouvait à côté du Complexe Cap'tain. Thunderdome en Belgique était organisé au Sportpaleis d'Anvers et dans des clubs tels que le Planet Hardcore (Club) à Termonde (Dendermonde) le 3 avril 1994, l'Extreme à Affligem le 16 décembre 1994, le Club X à Wuustwezel le 7 juin 1996 et le 13 septembre 1996, le Cherry Moon à Lokeren le 31 octobre 1997.
En France, les pionniers du hardcore incluent : Laurent Hô, DJ La Carotte, David Lagon, Christ of Noise, Atomic Compressor, King Smoke, The Killer Clowns, LKJ, PatCash, Hardsquad (avec leur label (Gangstar Toons Industry, 1994), DJ Olive, Manu le Malin (ce dernier participe aussi à des émissions télévisées pour parler du style musical), Psy 4X, Tieum et DJ Tof, puis Dr Macabre. Ils sont bientôt suivi par SpeedyQ's, Armaguet Nad, La Peste (Laurent Mialon fondateur de Hangars Liquides), Sarin Assault, XMF (dans lequel officie The Hacker), Mouse et No Name (signées sur le label Fischkopf à Hambourg) font partie des rares filles qui composent du Hardcore et se font déjà un nom à cette époque, elles sont aussi connues sous le nom des sœurs Michelson. Le hardcore français se caractérise alors dès le début par des sonorités acid et Industrielles très sombres et dures, qui tranchent avec le son hollandais à part G.T.I (Gangstar Toons Industry) plus proche des hollandais et des Anglais[réf. souhaitée]. Le groupe Micropoint, composé de Radium et Al Core, qui émerge au milieu des années 1990 connaît un franc succès avec leur album Neurophonie en 1998. Cet album est souvent considéré par les teufeurs comme le point de départ du sous-genre frenchcore[réf. souhaitée], entraînant un véritable engouement pour le hardcore en France, correspondant également à la forte médiatisation du phénomène des free parties. Des événements comme la Techno Parade diffusent le genre à cette époque.

### Émergence des sous-genres

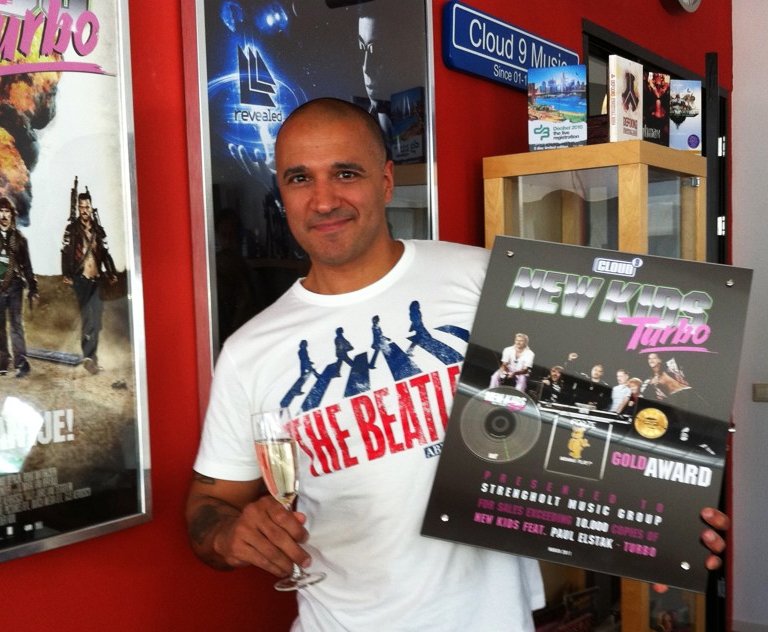
Paul Elstak, l'un des compositeurs reconnus du happy hardcore à la fin des années 1990, avant sa reconversion dans le mainstream hardcore.

La notoriété et la popularité du happy hardcore s'accroissent rapidement dans l'audience générale grâce à l'apparition de diverses chansons du genre dans les classements musicaux nationaux et internationaux, et à la multiplication des diffusions de vidéoclips sur les chaînes de télévision spécialisées. Dans un premier temps, la chanson I Wanna Be a Hippy (1995) du groupe anglo-néerlandais Technohead, qui peut être catégorisée d'un point de vue général comme du happy hardcore néerlandais, atteint de nombreux classements musicaux internationaux et est certifiée deux fois disque d'argent et une fois disque d'or,,,. La même année, le groupe néerlandais Nakatomi fait paraître un premier single happy gabber intitulé  Free, mais se popularise grâce au single Children of the Night qui atteint la 47e place des classements. Les deux compères Charly Lownoise et Mental Theo, de leur côté, font paraître leur single Wonderful Days et atteignent à plusieurs reprises les classements musicaux néerlandais et allemands,.
En parallèle, Paul Elstak, à l'origine impliqué dans la musique gabber mais lassé de sa sonorité devenue extrême et bruitiste, découvre une nouvelle direction musicale grâce à la chanson axée bouncy techno intitulée Technophobia de Bass Reaction, et rééditée sur le marché néerlandais en 1994 ; son succès inspire Elstak et autres musiciens à composer ce même son frénétique connu aux Pays-Bas sous le nom de happy hardcore, ; il décide alors de s'y impliquer et se popularise grâce à des chansons à succès phénoménal telles que Life Is Like a Dance et Luv U More, qui atteignent les classements musicaux néerlandais,, et certifiés disques d'argent et d'or. Du côté allemand, la chanteuse Blümchen contribue à la popularisation du happy hardcore avec des titres comme Herz an Herz et est récompensé notamment du Bravo Otto Gold. Le groupe Scooter fait de même avec des albums tels que Our Happy Hardcore le 28 mars 1996.
En Espagne, la makina se répand progressivement jusqu'au nord-est de la Catalogne et connaît son plus grand succès dans la région de Barcelone, notamment grâce à des soirées telles que A.C.T.V, ou dans les boîtes de nuit comme Xque, Chasis, Pont Aeri, et Scorpia, toutes principalement situées à Valence. Des compilations enregistrées lors de ces soirées contribuent également à l'essor de la makina, en particulier grâce à la série de compilations comme Chasis, Fiesta en Cabina et Decibèlia Flaix dans les années 2000. Toutefois, ces boîtes de nuit pionnières ferment au milieu des années 1990, avec le déclin de la culture Ruta Destroy, et repoussent ainsi le genre musical en Catalogne. À cette époque, des compositeurs, producteurs et disc jockeys locaux se popularisent comme Ricardo F, Juan Cruz, Ruboy, Gerard Requena, Pastis & Buenri, Nando Dixkontrol, Skudero, et Xavi Metralla.

### Années 2000–2010
À la fin des années 1990, la techno hardcore subit quelques transformations. Le gabber et le happy hardcore s'éteignent temporairement, laissant la place à d'autres styles plus accessibles comme la makina et le hardstyle. Sous l'influence de ce dernier et de la nouvelle scène industrial hardcore symbolisée par DJ Promo et son label The Third Movement, et des producteurs comme Ophidian ou Mindustries, le gabber renaît au début des années 2000 sous une forme plus moderne, plus mature, plus lente et plus travaillée, qui va rencontrer un très vif succès en Europe, notamment aux Pays-Bas et en Italie, autour de producteurs et groupes tels que Endymion, Kasparov, Art of Fighters, The Stunned Guys, ou encore DJ Mad Dog.
La série des compilations Biomechanik, mixées par Manu le Malin, offre une certaine visibilité au darkcore, qui va connaître un certain engouement au début de la décennie : des labels comme Enzyme X, Crossbones ou Bloc 46 produiront des groupes et artistes issus de courant, comme Ruffneck, Fifth Era, ou The Outside Agency. Bien qu'il soit apparu dès le milieu des années 1990, le breakcore connaît un essor important au tournant de la décennie, notamment autour des producteurs Kid 606, Venetian Snares et Bong-Ra. Surtout, le style va suffisamment marquer la scène grâce à certains éléments sonores (principalement les percussions) ajoutés dans d'autres sous-genres hardcore ; ces éléments ajoutés au speedcore, au frenchcore, au drum and bass, voire le dubstep sont depuis monnaie courante. En parallèle, au début des années 2000, au Royaume-Uni, le UK hardcore (descendant du happy hardcore britannique) se développe et se popularise en tant que musique underground à part entière ; plusieurs chansons du genre atteignent les classements musicaux britanniques comme notamment Save Me de Darren Styles, Discolights et Sure Feels Good (Darren Styles et Ultrabeat), Elysium (Scott Brown et Ultrabeat). Des labels tels que Next Generation/Blatant Beats de Brisk and Ham se popularisent localement.
Tandis que le mouvement free party connaît un succès sans précédent dans toute l'Europe, et notamment en France (la fréquentation dans les teknivals dépassent souvent les dizaines de milliers de personnes), se développe la scène surnommée freetekno : on compte alors de très nombreux producteurs et labels dédiés à la tribe, à la hardtechno et au frenchcore dont Epileptik, Audiogenic, Les Enfants sages, Tekita, Breakteam, Mackitek, B2K et Narkotek. La qualité de ces productions parfois discutable[Par qui ?][réf. nécessaire], associée à l'apparition d'un look va profondément diviser le mouvement free party. Cependant, des artistes tels que Cardiak, Roms, Psiko, Maissouille, Cemtex connaissent une véritable popularité dans ce milieu[réf. souhaitée].
À partir de 2010, la techno hardcore assiste à l'émergence de divers nouveaux sous-genres musicaux. Par exemple le crossbreed, un mélange de techno hardcore et de drum and bass, qui est principalement représenté par le groupe The Outside Agency et l'uptempo hardcore prôné par des artistes tels que Partyraiser, crédité par la presse spécialisée comme inventeur du genre. Le frenchcore évolue également sous la patte de Dr. Peacock aux Pays-Bas. Un certain mélange entre hardcore et hip-hop est également perceptible, en outre avec The Opposites (broodje bakpao), Yellow Claw et le single Nooit meer slapen et le morceau collectif Thunder. Toujours en 2010, Paul Elstak enregistre la bande-son du film néerlandais New Kids Turbo. En 2013, Angerfist (en tant que seul représentant de la techno hardcore) obtient la 34e place dans la liste des 100 meilleurs DJ au DJ Mag. Le 12 décembre 2012 au RAI Amsterdam assiste à la toute dernière soirée du festival Thunderdome, mais après cinq ans, une autre soirée est annoncée.
Le 28 octobre 2017, le 25e anniversaire de l'existence de la techno hardcore est célébré à Utrecht avec une ode à ce mouvement musical,. 2013 est l'année durant laquelle les DJ de techno hardcore néerlandais voyagent partout dans le monde, pour des soirées en Inde, en Australie, en Italie, au Portugal, d'innombrables pays d'Europe de l'Est et même en Amérique. En 2019, les principaux festivals de techno hardcore restent Dominator, Defqon-1, Masters of Hardcore et Syndicate.
En France, après un essoufflement pendant les années 2000, la techno hardcore, et en particulier le mainstream hardcore et le frenchcore, refont surface dans un bon nombre de grands festivals, en particulier à la fin des années 2010. La fin de la décennie est marquée par une croissance rapide de la scène hardcore en Europe. Les festivals hardcore au sein des Pays-Bas ont connu une augmentation significative de la fréquentation. L'édition 2019 de Thunderdome atteint une fréquentation de près de 40 000 visiteurs et devient le plus grand événement hardcore jamais organisé. Des événements réguliers de grande envergure hardcore commencent à se produire en dehors des Pays-Bas dans des pays comme Espagne, Russie, Autriche, Suisse, et la Tchéquie parmi d'autres pays européens. En Amérique, le hardcore reste un genre relativement underground, mais on peut le trouver dans les grandes villes, poussé par des promoteurs et des artistes indépendants.

### Années 2020
Les années 2020 signent la continuité des soirées de techno hardcore, en particulier en Europe. En avril 2022, une méga soirée techno est organisée près de Nantes, en France. Le 21 septembre 2022, une soirée We Are Rave est organisée au Rex Club à Paris, en France, où se jouent techno, rave, et hardcore. Un parfum inspiré des « raves techno hardcore de haute voltige » (high-octane energy of hardcore techno raves) est développé par UFO Parfums et mis en vente en octobre 2023 en édition limitée « 165 BPM ».

## Caractéristiques

### Production
L'évolution d'un morceau de techno hardcore suit en général la structure d'un morceau techno classique, à savoir l'ajout ou le retrait de pistes sonores suivant un cycle de quatre mesures. L'accent est généralement mis sur des coupures ou des baisses d'intensité au cours du morceau souvent suivies d'une montée, à l'instar d'autres genres de musiques electro. Le tempo du hardcore oscille plus rapidement que d'autres musiques de danse, généralement compris entre 140 et 220 battements par minute (BPM), cependant, il n'existe pas de véritable règle en la matière. Il pourra donc être plus lent (notamment dans le genre darkcore), ou au contraire beaucoup plus rapide (dans le genre speedcore et ses sous-genres associés).
La techno hardcore se distingue avant tout par une rythmique fortement mise en avant et des basses très lourdes. Un travail très important est réalisé autour du kick, l'élément le plus reconnaissable de ce genre musical, notamment par des effets de saturation et de filtres, ainsi que sur des basses très imposantes. Les autres éléments rythmiques sont généralement des charlestons et des caisses claires, mais des sons synthétiques imitant des claquements de mains sont également très courants (principalement dans les productions des années 1990). L'usage de mélodies dans le hardcore est moyennement fréquent : certains sous-genres (notamment gabber et hardstyle) en font grandement usage, il s'agira alors d'une sorte de riff tantôt mélancolique, épique ou au contraire joyeux que le public pourra reprendre en chœur (il s'agit habituellement d'anthem, style particulièrement apprécié aux Pays-Bas), souvent basé sur le son de synthétiseur « hoover », devenu caractéristique de ces genres. D'autres styles, notamment ceux rattachés à la scène des free parties (frenchcore et hardtechno) ne présentent que très rarement de mélodies et mettront alors plus l'accent sur les ambiances et les effets sonores. Des interventions vocales au cours d'un morceau sont fréquentes, quel que soit le genre : il s'agit souvent de samples tirés de films (généralement à connotation sombre : films d'horreur, de guerre ou de science-fiction, mais sont également appréciés des dialogues plus humoristiques), de journaux télévisés, ou autres genres musicaux principalement vocaux comme le hip-hop et le rap, mais il peut également s'agir de paroles écrites et interprétées par le producteur lui-même ou par un MC.
Les thèmes et ambiances peuvent être très variés selon les sous-genres : enjoués (happy hardcore), très sombres (darkcore), hypnotiques (tribe), ou martiaux, violents et profanateurs (gabber), psychédéliques (speedcore). Le genre reste cependant invariablement destiné à être dansé, ne délivre donc pas vraiment de message, et reste généralement ludique. À l'échelle de la musique électronique, il fusionne ou reprend de nombreux éléments sonores caractéristique au drum and bass, au breakbeat, à l'acid techno et à la trance, certaines de ses fusions ont engendré de nouveaux genres devenus connus, par exemple la fusion du speedcore et du breakbeat a donné le breakcore. En dehors des musiques électroniques, il n'est pas rare de retrouver des éléments de hip-hop, de reggae, de punk rock ou encore de metal extrême. Des reprises de musiques célèbres, quelquefois à des fins parodiques, notamment de musiques de films, musique classique, ou de titres pop, sont également très appréciés, notamment dans le hardcore joué en free party.
Le style était souvent produit à l'aide de boîtes à rythmes de marque Roland, telles les fameuses Roland TR-909 et Roland TR-808. Dans les années 2000, les nouvelles technologies prennent le pas sur les anciennes boites à rythme et les possibilités sont si nombreuses quant à l'utilisation des programmes de création musicale par exemple, chaque musicien a la possibilité d'avoir un home studio personnalisé ne ressemblant pas à ceux de ses pairs.

### Éléments visuels
En général, le hardcore est initialement associé à une imagerie dure, violente, voire macabre, qui n'est finalement pas très éloignée des milieux heavy metal : têtes de mort, couleur noire, etc. Cependant, le hardcore présente également très souvent des visuels inspirés de la science-fiction, toujours très sombres, l'esthétique cyberpunk y est notamment très appréciée. Un très grand nombre de ces artworks est réalisé par ordinateur, de même que les extraits vidéos diffusés par les VJ au cours de soirées ou de concerts. Le milieu free party reprend souvent ces éléments graphiques, dans un style beaucoup plus monochrome, et en adjoignant d'autres graphismes faisant explicitement référence à la drogue[réf. nécessaire] et au caractère hypnotique de la musique : spirales, images psychédéliques absurdes, inquiétantes[réf. nécessaire].
Le breakcore introduit, quant à lui, un autre type de visuels, niché quelque part entre esthétique punk chaotique, humour provocateur à base de pornographie, de pop culture Internet et d'infographie de mauvaise qualité volontaire, très brute (détourages simplistes, couleurs criardes, etc.), et parfois même kitsch.

### Style vestimentaire

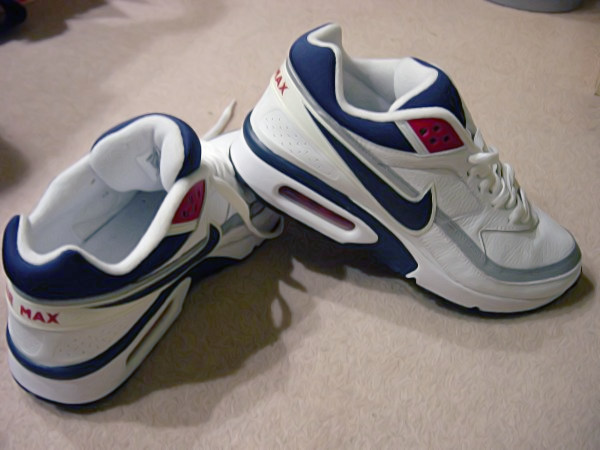
Les Nike Air Max étaient l'une des paires de chaussures les plus répandues dans le mode vestimentaire parmi les adeptes de hardcore.

Contrairement à la plupart des autres genres musicaux (trance, techno...) associés à la culture rave, la techno hardcore est l'une des seules[réf. souhaitée] à avoir généré une esthétique vestimentaire. Il existe principalement deux tendances : le look gabber, et le look rattaché au mouvement free party (couramment surnommé « teufeur » en France).
Le mouvement gabber est originaire des Pays-Bas, mais il va connaître une grande expansion dans le reste du Benelux, ainsi qu'en Allemagne, en Autriche, en Suisse et en Italie,. Les gabbers apprécient particulièrement le genre musical du même nom, mais également diverses évolutions du style originel, principalement le mainstream hardcore et le hardstyle. Ils se reconnaissent généralement à leur look composé d'un crâne rasé et un visage imberbe, des vêtements de sport de marque Australian, Cavello, Lonsdale, Everlast, de baskets, généralement de marque Nike. Les bombers sont également particulièrement appréciés. Le résultat présente plusieurs similitudes avec le look skinhead, avec qui on les confonds et amalgames souvent dans les médias, notamment à cause d'une réputation de violence. Ils sont fréquemment associés aux milieux d'extrême droite, alors qu'ils ne sont en fait que rarement impliqués dans un quelconque mouvement politique de quelque tendance qu'il soit. Un certain nationalisme cocardier n'est cependant pas rare[réf. souhaitée]. Un élément important de la culture gabber est la danse hakken, typique du style, et seule véritable danse issue du hardcore (bien qu'il soit rapproché du jumpstyle et du Melbourne shuffle[réf. nécessaire]). Il s'agit d'une danse rapide et agressive, qui se base sur un enchaînement de petits pas rapides accompagnés de mouvements des bras et du torse.
En 1993, en Angleterre, à la suite d'une médiatisation d'envergure et très négative du phénomène rave, une vague de répression est engagée et les Spiral Tribe, principal sound system anglais organisateur de free parties, quittent le sol anglais et arrivent en France. Ils sont mobiles, vivent en nomades dans des camions, ce qui leur permet d'organiser des free parties à l'échelle de tout le pays et donc de toucher un public beaucoup plus large. Leurs fêtes gratuites séduisent grandement toute une génération de jeunes français ils se font connaitre dans tous le pays en trois ans. C'est alors qu'en 1996, toute une branche du mouvement hardcore se radicalise, les free parties prennent très rapidement de l'ampleur. Le hardcore devient l'une des musiques les plus appréciées de ce mouvement qui vient de naître en France qui n'a pas connu les débuts de la rave, et qui affiche un look beaucoup plus marqué, inspiré du punk et du hip-hop : crâne rasé, dreadlocks, crêtes, piercings, tatouages, vêtements militaires, baggys, sweats et t-shirts à l'effigie d'artistes, labels et sound systems, dominance des couleurs noires, kaki. Le « teufeur » est né, et il est très durement critiqué par la plupart des premiers acteurs du mouvement free party, qui lui reprochent d'y avoir amené un conformisme justement contraire aux idéaux originels de cette culture. Les rumeurs de références « clairement affichées de manière provocatrice à la drogue »[réf. nécessaire], associées à quelques drames (overdoses, meurtres), durant des teknivals, vont pousser les médias à présenter les « teufeurs » comme des consommateurs excessifs de drogue. Très courant au début des années 2000, ce style vestimentaire tend cependant à se raréfier.

## Production
Le style musical hardcore est souvent composé grâce à l'utilisation d'un séquenceur musical, et un bon nombre de musiques était produit auparavant par logiciels de module sur ordinateur. Certains exemples de logiciels utilisés incluent FL Studio, Ableton Live, Cubase, Logic, Nuendo et Reason. La grande disponibilité des ordinateurs, combinée par l'absence de rémunération financière, signifie que la plupart des artistes composent pour leur propre plaisir et pour le fait d'innover.

## Genres et sous-genres

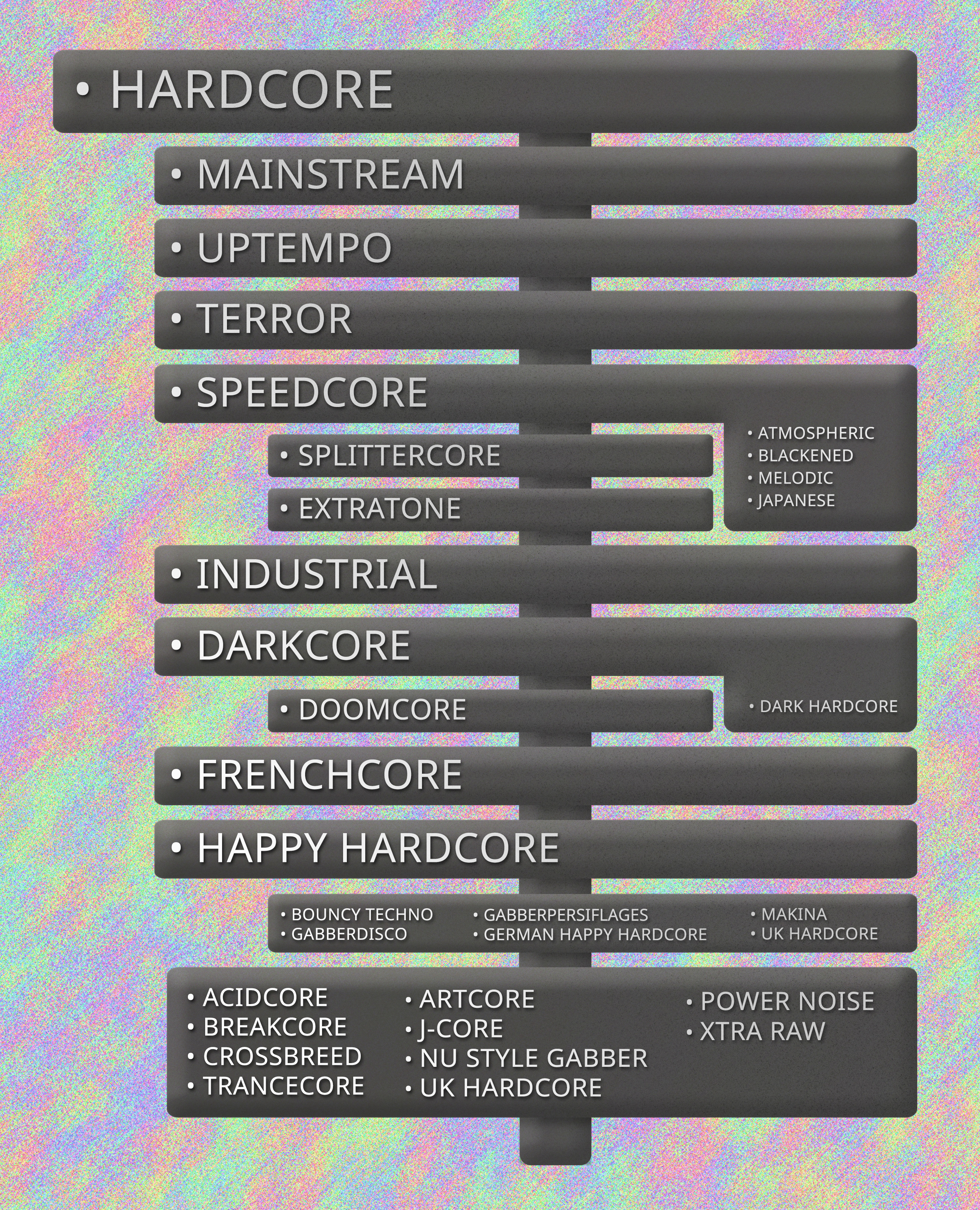
Genres issus de la techno hardcore et leurs sous-genres musicaux respectifs (2023).

Le terme de techno hardcore désigne les genres musicaux suivants.
- Breakcore, issu du darkcore mêle des breakbeats sous-distordus et rythmes complexes avec des kicks de techno hardcore distordus et les ambiances du darkcore. Le magazine Vice décrit le genre comme « le bâtard illégitime et détesté de la jungle, du happy hardcore, de la techno, l'electronica, l'acid house, le ragga, l'electro et le dub[99]... »
- Darkcore, typiquement caractérisé par un tempo oscillant entre 140 et 180 BPM et d'un kick très profond sur fond d'échantillons sonores souvent tirés de films d'horreur, et accompagné de sons synthétisés afin d'attribuer une atmosphère sombre, malsaine et oppressante[16].
- Frenchcore, prenant ses racines de la scène musicale française des années 1990, il se caractérise par un tempo oscillant entre 180 et 220 BPM, et par une ligne de kicks semi-distordus, notant une certaine distance entre le kick et la basse. Le frenchcore présente généralement peu de mélodie et se dérive souvent sur des fonds de bruits industriels. Il a également été considéré[Par qui ?] comme un style de free teckno/hardtek[réf. nécessaire].
- Gabber, à l'origine émergent des Pays-Bas, principalement caractérisé par un kick distordu, des effets sonores échantillonnés ou synthétisés, et oscillant entre 160 et 210 BPM[100]. On distingue deux sous-genres de gabber : l'early hardcore aux sonorité musicale et originelle du gabber, caractérisée par un tempo rapide ; et le mainstream hardcore, aussi appelé nu-style gabber (pendant les années 2000) ou mainstyle hardcore, qui est la forme contemporaine du gabber, oscillant généralement entre 155 et 185 BPM, et caractérisé par un kick distordu puissant très travaillé. Il est souvent accompagné d'une mélodie tantôt sombre, tantôt épique, ou parfois même joyeuse.
- Happy hardcore, sous-genre musical de la techno hardcore, principalement axée sur les thèmes de l'amour, du romantisme, de l'amitié, des fêtes[101], et lyriquement mélodramatique[102]. Il émerge originellement au Royaume-Uni et aux Pays-Bas au début des années 1990[103]. Au début des années 2000, à la suite d'un déclin progressif, elle revient sous une forme retravaillée appelée UK hardcore.
- Hardstyle, musicalement similaire au gabber et à la hard trance[104], il se caractérise par un tempo oscillant entre 140 et 150 BPM[105]. Ce sont des compositeurs tels que The Prophet, DJ Zany et Showtek, qui popularisent le genre, au début des années 2000, en mélangeant le gabber à d'autres styles musicaux comme la hard trance, la house à un tempo ralenti[106].
- J-core, le terme désigne tous genres de musiques techno hardcore composées sur le sol japonais. Principalement influencées par la culture otaku, elles se caractérisent notamment par l'utilisation d'échantillons sonores (effets et doublages) en provenance d'animes.
- Makina, prenant ses racines de la scène musicale espagnole, plus précisément de la région barcelonaise[66], elle se caractérise principalement par des voix échantillonnées et pitchées, ainsi que d'un tempo oscillant généralement entre 165  et   180 BPM. Le genre se partage en deux catégories dans lesquelles elle peut intégralement se caractériser soit par une mélodie, soit par effets sonores synthétisés ou échantillonnés.
- Speedcore, directement lié au gabber, il se caractérise par un tempo rapide qui s'étend au-delà de 300 BPM. Devenu un genre à part entière, le speedcore aide au développement de sous-genres musicaux que sont le splittercore (caractérisé par un tempo entre 700  et   800 BPM), l'extratone (caractérisé par un tempo phénoménal et parfois très peu audible de 1 000 BPM ou plus), le supertone (caractérisé par un tempo entre 15 000  et   1 200 000 BPM) et l'hypertone (tempo à partir de 1 200 000 BPM jusqu'à l'infini).
- Terrorcore, prenant ses racines de la scène musicale allemande, plus précisément à Francfort, il se caractérise par un tempo excédant 160 BPM[107], 200 BPM[108], ou oscillant entre 180 et 600 BPM selon d'autres sources et d'échantillons sonores repris du heavy metal et de la musique industrielle. Il est caractérisé par des voix menançantes et des kicks très puissants.
- Uptempo, sous-genre qui a vu le jour à la fin des années 2010, caractérisé par une vitesse qui fluctue généralement entre 185 et 220 BPM, et une production de qualité inférieure, des synthétiseurs, des kicks distordus agressifs, parfois aigus, et peu ou pas de mélodies[109].